# Mark Clinton
Mark Clinton (n. 7 februarie 1915 - d. 23 decembrie 2001), a fost un om politic irlandez, membru al Parlamentului European în perioada 1979-1984 din partea Irlandei. 
1. 1 2 3 4 5   https://www.oireachtas.ie/en/members/member/Mark-A-Clinton.D.1961-10-11 Lipsește sau este vid: |title= (ajutor)
2. 1 2   http://www.assembly.coe.int/nw/xml/AssemblyList/MP-Details-EN.asp?MemberID=1278 Lipsește sau este vid: |title= (ajutor)